# Yingzhou
För andra betydelser, se Yingzhou (olika betydelser).
Yingzhou är ett stadsdistrikt och säte för stadsfullmäktige i staden Fuyang i provinsen Anhui i östra Kina.

## Administrativ indelning
Yingzhou är indelat i sex stadsdelsdistrikt, åtta köpingar och en socken.
Stadsdelsdistrikt (jiedao):

- Gulou (鼓楼街道)
- Jingjiu (京九街道)
- Qinghe (清河街道)
- Wenfeng (文峰街道)
- Xihujingqu (西湖景区街道)
- Yingxi (颍西街道)

Köpingar (zhen):

- Chengji (程集镇)
- Jiulong (九龙镇)
- Sanhe (三合镇)
- Sanshilipu (三十里铺镇)
- Santaji (三塔集镇)
- Wangdian (王店镇)
- Xihu (西湖镇)
- Yuanji (袁集镇)

Socknar (xiang):

- Mazhai (马寨乡)